# Cal Poly Mustangs
Os Cal Poly Mustangs são a divisão esportiva da Universidade Politécnica Estadual da Califórnia, também conhecida como Cal Poly. Sediados em San Luis Obispo, no estado da Califórnia, disputam a NCAA Division I e são membros da Big West Conference.

## Apelido
O nome oficial do time da Cal Poly é Mustangs. Faz referência ao mascote, um mustangue de nome "Musty". Tanto o nome quanto o mascote foram escolhidos em 1925 por meio de uma votação entre os estudantes da universidade. Os finalistas foram "Mustangs" e "Mules", com o último fazendo referência a uma mula.

## História

### O início dos esportes na universidade (1907)
O departamento atlético da Cal Poly foi criado no ano de 1907, e serviu para oficializar a primeira partida disputada pela universidade. Um jogo de basquete masculino. A universidade ainda não possuía a estrutura de quatro anos de graduação, mas já entrava no mundo dos esportes universitários.

### O referendo estudantil e a entrada na NCAA Division I (1991-1993)
A Cal Poly seguiu disputando esportes mas ainda não disputava a divisão mais alta da NCAA. Por isso, nos dias 20 e 21 de novembro de 1991, a universidade decidiu realizar um referendo interno para que os estudantes votassem se gostariam ou não de que a Cal Poly fizesse a mudança da Division II para a Division I. O resultado foi positivo para o departamento atlético da universidade e todas as 16 modalidades prestigiadas pela Cal Poly iniciaram o processo de transição. A votação foi a maior já registrada pela universidade, mais de 10 mil alunos expressaram sua opinião e o lado vitorioso conseguiu 51,2% dos votos. A resistência do lado derrotado se dava por conta da cobrança de uma taxa de $35 a cada quadrimestre para todos os estudantes, fazendo com que a universidade pudesse realizar a transição financeiramente. A taxa foi incrementada na "Athletics Fee" e chegou a ser de $43 em 1994.
A transição finalmente ocorreu no ano de 1993, com a temporada 1993/94 se inciando oficialmente em Agosto. O futebol americano foi introduzido na subdivisão FCS, enquanto os outros esportes entraram diretamente da Division I.

### Era Big West Conference (1994-presente)

Logo da Big West Conference nas cores da Cal Poly

No dia 14 de outubro de 1994, foi anunciado que a Cal Poly se juntaria a Big West Conference na grande maioria do seus esportes, saindo portanto da American West Conference, conferência que fundou junto com a CSU Northridge, CSU Sacramento, UC Davis e Southern Utah. A primeira temporada da Cal Poly na nova conferência foi a de 1996/97.
Desde 2010, o time de futebol americano da Cal Poly é afiliado da Big Sky Conference, participando do calendário dos times. Essa é a única modalidade que os Mustangs não disputam na Big West.

#### Parceria com a Adidas
No dia 25 de maio de 2017, a universidade anunciou uma parceira com a fornecedora esportiva Adidas. A empresa provê os uniformes dos atletas da Cal Poly desde a temporada 2017/18.

### Controvérsias

#### Infrações na NCAA
Em 1987, ainda como equipe da NCAA Division II, a Cal Poly foi submetida a uma investigação e posteriormente considerada culpada de irregularidades em seu programa de basquete masculino. As mesmas partiram do então técnico Ernie Wheeler, que visitava possíveis recrutados em locais além do permitido como jogos de basquete de rua. Ademais, Wheeler questionava os jogadores do seu elenco sobre as habilidades dos possíveis calouros e se eles deveriam, ou não, receber ajuda financeira. Ernie Wheeler se demitiu no meio da temporada após a divulgação do caso.
Durante a transição da Division II para Division I em 1994, o departamento atlético da universidade reportou a si próprio para a NCAA. De acordo com a Cal Poly, haviam ocorrido violações da regra no seu programa de beisebol. O técnico Steve McFarland pagava de maneira paralela seus jogadores e alguns membros da comissão técnica. Em 1995, após investigação, a NCAA aceitou a punição que Cal Poly deu a si mesma, que incluia a desistência do título nacional da Division II de 1993, participações nos playoffs e suspensão da presença da universidade na pós-temporada daquele mesmo ano.
Em abril de 2019, a Cal Poly foi suspensa indefinitivamente e forçada a desistir e devolver títulos pela NCAA. De acordo com a associação, a razão para a punição eram infrações registadas durante 2012 e 2015 e que envolviam 265 atletas em 18 esportes. A instituição provia aos atletas $800 que deveriam ser usados para a compra de livros de estudo para suas respectivas aulas. O valor não era suficiente para a maioria dos jogadores, que acabavam excedendo o valor das suas ajudas financeiras e bolsa para atletas. Atualmente, a Cal Poly é obrigada a informar possíveis calouros sobre a ocorrência, antes mesmo das visitas dos recrutas. Para decidir a duração da punição, a NCAA levou em conta as duas infrações registradas contra a Cal Poly em 1987 e 1995.

#### Outros incidentes
Em novembro de 2013, um assistente técnico que também estudava na universidade e já havia jogado futebol americano pela Cal Poly foi baleado em uma negociação de drogas. No ano seguinte, em agosto, mais problemas apareceram no time de futebol americano, quando 5 jogadores foram presos e condenados a mais de 23 crimes, incluindo roubo a mão armada. A cobertura do caso foi nacional. A alegação seria de que os cinco se envolveram em uma confusão na residência de uma fraternidade da Cal Poly. Um dos jogadores estava armado e apontou a arma para um membro da fraternidade. Quando a polícia chegou ao local, o jogador e o outro indivíduo entraram em uma luta corporal, que acabou resultando em uma mordida do jogador em um dos policiais no momento em que ele era algemado. Os cinco foram acabaram suspensos do time.
O presidente da universidade, Jeffrey Armstrong, chegou a afirmar que o caso ocorrido em agosto de 2014 tinha similaridades e era possivelmente conectado com o caso de novembro de 2013. O chefe de polícia de San Luis Obispo reiterou o presidente da Cal Poly. Armstrong, junto com o diretor esportivo Don Oberhelman, iniciou uma investigação interna sobre a possibilidade do time de futebol americano estar envolvido com o tráfico de drogas e outras atividades criminosas, inclusive criando um novo regulamento para os atletas dos Mustangs.  De acordo com jornais locais, o custo era um impasse nos testes anti-doping da universidade. Um destes jornais, o The Tribune, publicou uma entrevista com jogadores e ex-jogadores do time de futebol americano da universidade de forma anônima. Nela, os entrevistados confirmavam que havia um consenso entre os jogadores e membros da comissão técnica de que existia o uso de drogas e substâncias ilícitas no time, e que entre 40 e 60% dos atletas participavam desse esquema.
Em 2014, a Cal Poly retirou as marcas da Moriarty Enterprises do seu estádio, o Alex G. Spanos Stadium. Al Moriaty, um ex-jogador da equipe dos Mustangs e membro do hall da fama da equipe do futebol americano desde 2002, comprou os direitos de imagem do estádio em 2009, e o utilizava para promover suas marcas até ser condenado por comandar um esquema Ponzi. Após uma batalha judicial com a Moriarty Enterprises, a Cal Poly lucrou apenas $180 mil dos $625 mil prometidos a universidade.

## Esportes
| Masculino                           | Feminino       |
| ----------------------------------- | -------------- |
| Atletismo†                          | Atletismo†     |
| Basquete                            | Basquete       |
| Beisebol                            | Cross country  |
| Cross country                       | Futebol        |
| Futebol                             | Golfe          |
| Futebol Americano                   | Natação        |
| Golfe                               | Softbol        |
| Luta olímpica                       | Tênis          |
| Natação                             | Vôlei          |
| Tênis                               | Volêi de Praia |
| † – Tanto indoor quanto ao ar livre |                |

A Cal Poly possui times em 20 modalidades esportivas.

### Atletismo
No total entre masculino e feminino, a Cal Poly produziu mais de 500 atletas All-American no atletismo.

#### Atletas Olímpicos
- Reynaldo Brown, Cidade do México 1968 (EUA)
- Matias Habtemichael, Cidade do México 1968 (Etiópia)
- Mohinder Gill, Munique 1972 (Índia)
- Patrice Donnelly, Montreal 1976 (EUA)
- Karin Smith, Montreal 1976/Moscou 1980/Los Angeles 1984/Seul 1988 (EUA)
- Barton Williams, Moscou 1980 (EUA)
- Carmelo Ríos, Los Angeles 1984 (Porto Rico)
- Sue Rembao, Barcelona 1992 (EUA)
- Sharon Hanson, Atlanta 1996 (EUA)
- Stephanie Brown Trafton, Atenas 2004/Pequim 2008/Londres 2012 (EUA)
- Sharon Day-Monroe, Pequim 2008/Londres 2012 (EUA)

### Basquete
A primeira temporada da história do basquete masculino da Cal Poly foi a de 1907. Já a do feminino foi em 1974-75. O masculino é o time mais vitorioso, tendo a sua melhor temporada em 2014, quando foi campeão do torneio da Big West e garantiu a sua primeira participação no March Madness.

### Beisebol
A primeira temporada dos Mustangs no beisebol ocorreu em 1948. O time já disputou o torneio da NCAA Division I em três ocasiões, 2009, 2013 e 2014.

### Cross Country
A equipe de Cross Country de Cal Poly tem grande dominância na conferência. Em 2019, sob comando do técnico Mark Conover, garantiu seu 17º título em um período de 22 anos. A última participação da equipe no cenário nacional ocorreu em 2011, quando terminou o Campeonato Nacional da NCAA em 28º.
O time feminino comandado por Priscilla Bayley também tem grande sucesso na década. Em 2018 garantiu seu terceiro título de conferência em um período de quatro anos.

### Futebol
O time de futebol masculino da Cal Poly participou do torneio nacional da NCAA Division I três vezes. Na primeira vez, em 1995, caiu na primeira fase para UCLA. Na segunda, em 2008, caiu na segunda fase para UC Irvine. A aparição mais recente ocorreu em 2015, quando novamente na primeira fase o time perdeu para UCLA.
No SuperDraft de 2016 da Major League Soccer três jogadores dos Mustangs foram selecionados por times da MLS.
A equipe tem forte presença na universidade e alto público quando comparada a outras equipes no país. A média de 2000 torcedores por jogo em 2019 foi a quinta melhor dos EUA.
O time masculino tem um recorde total de 1-3 no torneio nacional da NCAA Division I.
| Ano  | Fase                       | Adversário     | Resultado   |
| ---- | -------------------------- | -------------- | ----------- |
| 1995 | Primeira Fase              | UCLA           | D 1–2       |
| 2008 | Primeira Fase Segunda Fase | UCLA UC Irvine | V 1–0 D 0–3 |
| 2015 | Primeira Fase              | UCLA           | D 0–2       |

Já a equipe feminina possui cinco participações no torneio nacional da NCAA Division I.
Algumas das ex-jogadoras de Cal Poly que se tornaram profissionais são: 
- Gina Ocegura, zagueira mexicana presente na Copa do Mundo de Futebol Feminino de 1999, titular na derrota do México para o Brasil por 7x1. Foi a primeira jogadora da história de Cal Poly a se tornar profissional.
- Alyssa Giannetti, goleira americana, ex-jogadora do Arna-Bjørnar da Noruega.
- Elise Krieghoff, atacante americana, ex-jogadora do Boston Breakers, ex-clube da NWSL.

O time feminino tem um recorde total de 1-5 no torneio nacional da NCAA Division I.
| Ano  | Fase                       | Adversário            | Resultado   |
| ---- | -------------------------- | --------------------- | ----------- |
| 1999 | Primeira Fase Segunda Fase | Fresno State Stanford | V 2–1 D 1–3 |
| 2000 | Primeira Fase              | Santa Clara           | D 1–3       |
| 2002 | Primeira Fase              | Stanford              | D 0–4       |
| 2003 | Primeira Fase              | Arizona State         | D 1–3       |
| 2004 | Primeira Fase              | Stanford              | D 0–2       |

### Futebol Americano
O time dos Mustangs de futebol americano disputa a Big Sky Conference, competindo na NCAA Division I FCS (equivalente a segunda divisão). Antes de disputar a Big Sky, a Cal Poly fazia parte da Great West Conference.
Todos os anos a Cal Poly enfrenta a UC Davis, em uma rivalidade conhecida como "Battle for the Golden Horseshoe".
Os Cal Poly Mustangs tem um recorde de 1-4 em quatro aparições nos playoffs da FCS.
| Ano  | Fase                           | Adversário          | Resultado      |
| ---- | ------------------------------ | ------------------- | -------------- |
| 2005 | Primeira Fase Quartas de Final | Montana Texas State | V 35–21 D 7–14 |
| 2008 | Primeira Fase                  | Weber State         | D 35–49        |
| 2012 | Segunda Fase                   | Sam Houston         | D 16–18        |
| 2016 | Primeira Fase                  | San Diego           | D 21–35        |

#### Acidente aéreo de 1960
No dia 29 de outubro de 1960, um Curtiss C-46 que transportava o time de futebol americano da Cal Poly sofreu um acidente logo após a decolagem em Toledo, Ohio. Dos 48 passageiros a bordo, 22 foram mortos, dentre eles, ambos os pilotos, 16 jogadores, 1 assistente técnico e 1 membro de um grupo de apoio de pais.

### Golfe
O time masculino de golfe foi a casa dos jogadores Loren Roberts (vencedor de 8 torneios do PGA Tour), Travis Bertoni (participante do U.S. Open de 2008) e Justin De Los Santos (participante do The Open de 2022).
O time feminino tem uma participação no torneio nacional da NCAA Division I. A vaga foi conquistada após a vitória do campeonato da Big Sky Conference de 2017. Em 2021 e 2022 o time também faturou o torneio.

### Luta Olímpica
O time de Luta Olímpica da Cal Poly disputa a Pac-12 Conference.
Na história, dois lutadores dos Mustangs já foram campeões do torneio nacional da NCAA Division I. São eles Tom Kline e Mark DiGirolamo.

### Natação e esportes aquáticos
O nadador filipino James Deiparine quebrou o recorde dos 100m peito do seu país quando fazia parte do time de natação da Cal Poly em 2016. No ano seguinte, Deiparine ficou com a medalha de prata nos Jogos do Sudeste Asiático, disputados na Malásia. Ainda em 2017, Deiparine quebrou o recorde filipino nos 50m peito disputando o Mundial de Esportes Aquáticos na Hungria.
Os Mustangs já tiveram um atleta olímpico na modalidade. O nadador Gene Lenz competiu nas Olimpíadas de 1960 em Roma. Lenz terminou os 400m livre em sétimo lugar.

### Softbol
Jogadora de Cal Poly durante 2014 a 2017, Sierra Hyland representou o México no Softbol durante as Olimpíadas de Tóquio de 2020 e ajudou a equipe a conquistar o 4º lugar na competição. Sarah também jogou softbol pelos Cleveland Comets e mais recentemente pelo Ogaki Minamo do Japão.

### Vôlei
O time feminino de vôlei da Cal Poly possui 17 participações em torneios nacionais da NCAA Division I e um recorde total de 15 vitórias e 17 derrotas.
| Ano  | Fase                                            | Adversário                              | Resultado         |
| ---- | ----------------------------------------------- | --------------------------------------- | ----------------- |
| 1981 | Semifinal Regional Final Regional               | Northwestern Pacific                    | V 3–0 D 1–3       |
| 1982 | Primeira Fase Semifinal Regional Final Regional | Pittsburgh Arizona State Hawaii         | V 3–0 V 3–1 D 1–3 |
| 1983 | Primeira Fase Semifinal Regional Final Regional | San Jose State UC Santa Barbara Pacific | V 3–1 V 3–2 D 0–3 |
| 1984 | Semifinal Regional                              | Fresno State                            | D 2–3             |
| 1985 | Primeira Fase Semifinal Regional Final Regional | UC Santa Barbara San Jose State Pacific | V 3–2 V 3–0 D 0–3 |
| 1986 | Primeira Fase                                   | San Jose State                          | D 1–3             |
| 1987 | Primeira Fase Semifinal Regional                | UC Santa Barbara Hawaii                 | V 3–1 D 0–3       |
| 1988 | Primeira Fase                                   | Hawaii                                  | D 0–3             |
| 1989 | Primeira Fase Semifinal Regional                | UC Santa Barbara Hawaii                 | V 3–2 D 2–3       |
| 1999 | Primeira Fase                                   | Michigan State                          | D 1–3             |
| 2000 | Primeira Fase Segunda Fase                      | South Florida USC                       | V 3–1 D 0–3       |
| 2002 | Primeira Fase                                   | Pepperdine                              | D 0–3             |
| 2006 | Primeira Fase Segunda Fase                      | Michigan California                     | V 3–1 D 1–3       |
| 2007 | Primeira Fase Segunda Fase Semifinal Regional   | Xavier Purdue Stanford                  | V 3–0 V 3–0 D 0–3 |
| 2017 | Primeira Fase Segunda Fase                      | Denver UCLA                             | V 3–0 D 1–3       |
| 2018 | Primeira Fase                                   | San Diego                               | D 1–3             |
| 2019 | Primeira Fase Segunda Fase                      | Georgia Stanford                        | V 3–2 D 0–3       |

### Vôlei de Praia
O vôlei de praia feminino da Cal Poly foi fundado em 2013.
A melhor temporada do esporte na universidade foi em 2019, quando os Mustangs venceram a Big Sky Conference pra cima de Hawaii. Com a vitória, garantiram a vaga para o torneio nacional da NCAA, onde acabaram perdendo para Florida State na primeira partida e pra Hawaii na segunda. Cal Poly também se classificou para o torneio em 2021 e 2022.

## Torneios da NCAA

### Torneios Disputados
Os Cal Poly Mustangs disputaram os torneios da NCAA em 19 esportes.
- Atletismo Feminino (13): 1995, 1996, 1998, 1999, 2001, 2002, 2003, 2004, 2005, 2007, 2008, 2009 e 2011
- Atletismo Masculino (11): 1960, 1961, 1964, 1998, 1999, 2000, 2001, 2002, 2004, 2005 e 2007
- Atletismo Indoor Feminino (7): 1983, 1999, 2000, 2003, 2004, 2005 e 2008
- Atlestimo Indoor Masculino (2): 1971 e 1973
- Basquete Feminino (1): 2013
- Basquete Masculino (1): 2014
- Beisebol (3): 2009, 2013 e 2014
- Cross country Masculino (7): 1999, 2003, 2004, 2006, 2007, 2008 e 2011
- Futebol Americano (4): 2005, 2008, 2012 e 2016
- Futebol Feminino (5): 1999, 2000, 2002, 2003 e 2004
- Futebol Masculino (3): 1995, 2008 e 2015
- Golfe Feminino (3): 2017, 2021 e 2022
- Luta Olímpica (49): 1958, 1968, 1969, 1972, 1975, 1976, 1977, 1978, 1979, 1980, 1981, 1982, 1983, 1984, 1985, 1986, 1988, 1989, 1990, 1991, 1992, 1993, 1994, 1995, 1996, 1997, 1998, 1999, 2000, 2001, 2002, 2003, 2004, 2005, 2006, 2007, 2008, 2009, 2010, 2011, 2012, 2014, 2015, 2017, 2018, 2019, 2021, 2022 e 2023
- Natação e esportes aquáticos masuculinos (3): 1958, 1959 e 2014
- Softbol (2): 2007 e 2009
- Tênis Masculino (3): 2011, 2012 e 2014
- Tênis Feminino (2): 2003 e 2011
- Vôlei de Praia (3): 2019, 2021 e 2022
- Vôlei Feminino (17): 1981, 1982, 1983, 1984, 1985, 1986, 1987, 1988, 1989, 1999, 2000, 2002, 2006, 2007, 2017, 2018 e 2019

### Títulos
Os Cal Poly Mustangs nunca venceram um título a nível de primeira divisão (NCAA Division I).
Já na segunda divisão (NCAA Division I FCS/Division II) venceram 35.
- Atletismo Feminino (6): 1982, 1983, 1984, 1989, 1990 e 1991
- Atletismo Masculino (6): 1968, 1969, 1970, 1979, 1980 e 1981
- Cross country Feminino (10): 1982, 1983, 1984, 1985, 1986, 1987, 1988, 1989 e 1991
- Cross country Masculino (2): 1978 e 1979
- Futebol Americano (1): 1980
- Tênis Masculino (2): 1986 e 1990
- Luta Olímpica (8): 1966, 1968, 1969, 1970, 1971, 1972, 1973 e 1974

### Títulos Individuais
A Cal Poly possui 12 Mustangs que venceram títulos individuais da primeira divisão da NCAA (Division I).
| Títulos individuais da NCAA | Títulos individuais da NCAA | Títulos individuais da NCAA | Títulos individuais da NCAA       | Títulos individuais da NCAA |
| Ordem                       | Temporada                   | Atleta(s)                   | Esporte                           | Referências                 |
| --------------------------- | --------------------------- | --------------------------- | --------------------------------- | --------------------------- |
| 1                           | 1960–61                     | Tom Pagani                  | Atletismo (lançamento de martelo) | [ 45 ]                      |
| 2                           | 1968–69                     | Tom Kline                   | Luta Olímpica                     | -                           |
| 3                           | 1969–70                     | Mohinder Gill               | Atletismo (salto triplo)          | [ 46 ]                      |
| 4                           | 1970–71                     | Reynaldo Brown              | Atletismo (salto em altura)       | [ 47 ]                      |
| 5                           | 1970–71                     | Mohinder Gill               | Atletismo (salto triplo)          | [ 46 ]                      |
| 6                           | 1970–71                     | Mohinder Gill               | Atletismo (salto triplo)          | [ 46 ]                      |
| 7                           | 1972–73                     | Reynaldo Brown              | Atletismo (salto em altura)       | [ 47 ]                      |
| 8                           | 1975–76                     | Mark DiGirolamo             | Luta Olímpica                     | -                           |
| 9                           | 1981–82                     | Karin Smith                 | Atletismo (lançamento de dardo)   | [ 48 ]                      |
| 10                          | 1997–98                     | Bianca Maran                | Atletismo (salto com vara)        | [ 49 ]                      |
| 11                          | 1998–99                     | Paula Serrano               | Atletismo (salto com vara)        | [ 49 ]                      |
| 12                          | 2004–05                     | Sharon Day                  | Atletismo (salto em altura)       | [ 49 ]                      |

No nível de segunda divisão (NCAA FCS/Division II), 120 Mustangs da Cal Poly conquistaram títulos individuais.

## Arenas
- Anderson Aquatic Center

O Anderson Aquatic Center é um centro aquático para a prática de natação e saltos ornamentais. Está localizado em San Luis Obispo e é a casa dos times de esportes aquáticos da Cal Poly.
- Baggett Stadium

O Robin Baggett Stadium é um estádio de beisebol localizado em San Luis Obispo. É a casa do time de beisebol da Cal Poly. Seu nome é uma homenagem a um ex-jogador da equipe. Inaugurado em 2001, já foi sede de uma das fases regionais do torneio nacional da NCAA Division I em 2014. Atualmente tem capacidade para 3138 espectadores.
- Doerr Family Field

O Doerr Family Field é um campo de treinamento para as equipes de futebol e futebol americano da Cal Poly. Foi inaugurado em 2018 e teve um custo de 4.8 milhões de dólares.
- Janssen Field

O Bob Janssen Field é um estádio de softbol localizado em San Luis Obispo. É casa do time de softbol da Cal Poly. Tem capacidade para 800 espectadores.
- Miller and Capriotti Athletics Complex

O complexo esportivo Miller e Capriotti é a casa dos times de atletismo da Cal Poly. Foi inaugurado em 2018 e teve um custo de 1.6 milhões de dólares. Faz parte do campus e é situado perto de um dos alojamentos estudantis da universidade.
- Mott Athletics Center

O Mott Athletics Center, também conhecido como Mott Gym, é uma arena multi-uso para as equipes da Cal Poly. Atualmente é casa das equipes de basquete, vôlei e luta olímpica.
- Mustang Beach Volleyball Complex

O Mustang Beach Volleyball Complex é um complexo de vôlei de praia localizado em San Luis Obispo. É casa do time de vôlei de praia da Cal Poly desde 2019, quando foi inaugurado.
- Mustang Tennis Complex

O Mustang Tennis Complex é um complexo de tênis localizado em San Luis Obispo. É casa do time de tênis da Cal Poly.
- Mustang Memorial Field Presented by Dignity Health French Hospital Medical Center

O Mustang Memorial Field Presented by Dignity Health French Hospital Medical Center, antigamente conhecido como Alex G. Spanos Stadium, é um estádio multi-uso localizado em San Luis Obispo na Califórnia. Atualmente é a casa do time de futebol e futebol americano da Cal Poly. Possui capacidade para 11 mil espectadores. Foi aberto em 1935 e passou por uma grande renovação em 2006.

## Rivalidades

### The Battle for the Golden Horseshoe
A "Batalha pela ferradura dourada" é o nome da rivalidade da Cal Poly com a UC Davis. Ambas as equipes disputam a Big Sky Conference.
A rivalidade é fortemente presente no futebol americano. Até Janeiro de 2024 já se foram disputados 49 confrontos, sendo 27 vitórias para UC Davis, 20 vitórias para Cal Poly e 2 empates.

### The Blue-Green
A rivalidade blue-green ("azul-verde") é o nome do dérbi entre UC Santa Barbara e Cal Poly. Inciada em 1921 após uma partida de futebol americano, ganhou mais vida em partidas de futebol, sendo considerada uma das mais fortes de todo o cenário esportivo universitário nos Estados Unidos.

### vs. Fresno State
Entre 1956 e 1975, Cal Poly e Fresno State disputaram um troféu chamado de "Victory Bell" em jogos de futebol americano. O troféu e a rivalidade foram aposentados após uma série repetida de roubos envolvendo o  artefato de mais de 90kg. As duas equipes voltaram a se enfrentar apenas em 2010, dessa vez com ânimos menos exaltados. Após a partida de 2010, os times se encontraram mais três vezes em 2013, 2021 e 2022.

## Ex-alunos notáveis
- John Madden (técnico membro do hall da fama da NFL)
- Ramses Barden (wide receiver dos New York Giants)
- Bobby Beathard (ex-diretor de equipes da NFL)
- Stephanie Brown Trafton (medalhista de ouro nas Olimpíadas de Pequim 2008)
- Kevin Correia (pitcher da MLB)
- Sierra Hyland (jogadora de softbol representante do México nas Olimpíadas de Tóquio de 2020)
- Victor Glover (astronauta da NASA)

## Transmissões
A afiliada da ESPN Radio da Cal Poly é a KXTK (ESPN 1280 AM & 101.7 FM The Ticket). A estação também possui a frequência 101.7 na FM, que abrange todo o condado de San Luis Obispo.
Na televisão, os eventos da Big West envolvendo a Cal Poly são transmitidos pela ESPN+.